# Łypne
Łypne (ukr. Липне) – wieś na Ukrainie, w obwodzie żytomierskim, w rejonie żytomierskim, w hromadzie Lubar. W 2001 liczyła 1022 mieszkańców, spośród których 1015 wskazało jako ojczysty język ukraiński, a 7 rosyjski.